# Kamenica (Zapadna Morava)
Pour les articles homonymes, voir Kamenica.
La Kamenica (en serbe cyrillique : Каменица) est une rivière de Serbie. Elle a une longueur de 34 km et elle est un affluent gauche de la Zapadna Morava.
La Kamenica appartient au bassin versant de la mer Noire. Son propre bassin couvre une superficie de 216 km2. Elle n'est pas navigable.

## Géographie
La Kamenica naît de la réunion de la Crna Kamenica, qui prend sa source au mont Bare à une altitude de 1 060 m, et de la Bela Kamenica, qui jaillit près de Divčibare à 940 m. Elle se jette dans la Zapadna Morava un peu en aval de la gorge d'Ovčar-Kablar.
Dans son parcours, elle reçoit 25 affluents gauches et 22 affluents droits, parmi lesquels les plus importants sont la Crna Kamenica, la Kozica, la Tinja (9,5 km) et le Prelište, sur la gauche, et le Ljutorep et la Kovioca, sur la droite.